# Lorda (prenom)
Lorda és un prenom femení català, la variant simplificada del prenom Maria de Lorda que pren el nom de l'advocació mariana de la Mare de Déu de Lorda. Originalment, els prenoms derivats d'advocacions marianes completaven el nom de Maria (Maria de) fins que han pres significat per si mateixos, i, lògicament, són femenins. La seva etimologia és la mateixa que el topònim de Lorda, a Bigorra.
La festa onomàstica és l'11 de febrer, en honor de la Mare de Déu de Lorda. També, però, hi ha una serventa de Déu catalana en procés de beatificació que adoptà el prenom Maria Lourdes, Carme Sala i Bigas.

## Difusió
Atès que l'occità, la llengua pròpia de Bigorra, pateix una situació de substitució lingüística accentuada i la difusió de la Mare de Déu de Lorda es va fer bàsicament en francès, aquesta variant ha estat sovint substituïda en català i occità per la variant francesa del topònim, Lourdes o Maria de Lourdes, la més difosa internacionalment.

## Biografies
- Variant Lourdes:
  - Lourdes Muñoz Santamaría, política
  - Lourdes Iriondo Mujika, cantant basca
  - Lourdes Boïgues, escriptora valenciana
  - Lourdes Becerra Portero, esportista
  - Lourdes Álvarez García, escriptora asturiana
  - Lourdes Flores Nano, política peruana
  - Maria de Lourdes Villiers Farrow, més coneguda com a Mia Farrow, actriu americana